# Имперский посёлок имени Рудольфа Гесса
Имперский посёлок имени Рудольфа Гесса (нем. Reichssiedlung Rudolf Heß) — построенный в 1936—1938 годах жилой посёлок в Пуллахе под Мюнхеном. С 1947 года передан Организации Гелена, затем Федеральной разведслужбы Германии. С 2011 года находится под охраной государства как памятник архитектуры.
Отдельный посёлок у южной границы Мюнхена был построен по проекту архитектора Родериха Фикка. Заказчиком и застройщиком являлся руководитель Штаба заместителя фюрера Мартин Борман. Первые жители въехали в имперский посёлок, построенный в полном соответствии с национал-социалистической идеологией единого немецкого народа, где не было места социальному неравенству, в 1938 году. Претендовать на жильё в имперском посёлке имени Рудольфа Гесса могли только политически надёжные арийские семьи как минимум с двумя детьми.
Образцовый жилой комплекс состоял из скромно оформленных отштукатуренных домов с вальмовыми крышами и ланцетными окнами со ставнями. Здание руководителя штаба представляло собой представительную виллу, на первом этаже которой размещались несколько помещений для совещаний, музыкальная комната, столовая и библиотека. На верхнем этаже находилась квартира руководителя штаба. на одну или две семьи располагался вокруг стоящего в центре здания руководителя штаба. В посёлке также была подготовлена квартира-бункер «Зигфрид» для фюрера, сохранившаяся до настоящего времени, разбит сад, устроены мастерские и гаражи для транспорта, имелось жильё для водительского персонала и домашней обслуги. Жилые дома были отделены друг от друга забором для соблюдения приватности. В военное время дома для маскировки окрасили в тёмный цвет. Война практически не причинила вреда имперскому посёлку имени Рудольфа Гесса. В посёлке часто бывали высокопоставленные деятели Третьего рейха. Адольф Гитлер посетил имперский посёлок в Пуллахе 14 сентября 1938 года.